# Danny Pate
Danny Pate (* 24. März 1979 in Colorado Springs) ist ein ehemaliger US-amerikanischer Radrennfahrer.

## Karriere
Pate wurde im Jahr 2000 Profi beim italienischen Radsportteam Saeco. Nach einem schwachen Jahr, in dem Pate insbesondere mit dem für ihn vorgesehenen Rennprogramm nicht zufrieden war und er sich nach Aussagen der Sportliche Leitung auch aufgrund mangelnder Italienischkenntnisse nicht in die Mannschaft integrierte, wurde sein Vertrag nicht verlängert. Hierauf wurde Pate Mitglied der kleineren US-amerikanischen Mannschaft Prime Alliance an und fuhr auch in der Folge zunächst bei kleineren US-amerikanischen Teams. Bei den Weltmeisterschaften 2001 gewann er den Titel im Einzelzeitfahren der U23 vor dem Deutschen Sebastian Lang.
Zur Saisons 2006 schloss sich Pate dem Continental Team TIAA–CREF an, das 2007 unter dem Namen Team Slipstream powered by Chipotle eine Lizenz als Professional Continental Team löste und 2008 eine als Team Garmin Lizenz als ProTeam erhielt. 2006 und 2007 erzielte er mit zwei Etappenerfolgen bei kleineren Rundfahrten die letzten beiden Siege seiner Karriere. Von 2008 bis 2015 fuhr er bei Mannschaften der höchsten Kategorie und nahm an allen drei „Grand Tours“ teil. Pate, von dem u. a. David Millar annahm, dass er stets ohne Dopingunterstützung fuhr, galt als wichtiger Helfer, der u. a. sowohl Mark Cavendish in Sprintfinals wie auch Bradley Wiggins beim Kampf um Rundfahrtsiege unterstützte. Dabei stand er mehrfach bei Mannschaftszeitfahren auf dem Podium, eigene zählbare Erfolge gelangen ihm nicht mehr.
Zur Saison 2016 wechselte Pate zum US-amerikanischen Continental Team Rally Cycling, für das er bis 2018 fuhr. Im August 2018 beendete er im Alter von 39 Jahren seine Karriere als Radrennfahrer.

## Erfolge
2001
- eine Etappe Thüringen-Rundfahrt
- Gesamtwertung Triptyque Ardennaise
- Zeitfahr-Weltmeister (U23)

2006
- eine Etappe An Post Rás

2007
- eine Etappe Tour of Missouri

2008
- Mannschaftszeitfahren Tour of Georgia

2013
- Mannschaftszeitfahren Giro del Trentino
- Mannschaftszeitfahren Giro d’Italia

2015
- Mannschaftszeitfahren Tour de Romandie

## Grand-Tour-Platzierungen
| Grand Tour            | 2008 | 2009 | 2010 | 2011 | 2012 | 2013 | 2014 |
| --------------------- | ---- | ---- | ---- | ---- | ---- | ---- | ---- |
| Giro d’ItaliaGiro     | 137  | 144  | –    | –    | –    | 134  | –    |
| Tour de FranceTour    | 95   | 141  | –    | 165  | –    | –    | 153  |
| Vuelta a EspañaVuelta | –    | –    | –    | –    | 147  | –    | –    |